# Beratende Versammlung (Oman)
Der Schura-Rat oder auch Beratende Versammlung (arabisch مجلس الشورى Madschlis asch-Schura, DMG Maǧlis aš-Šūrā) ist mit 86 gewählten Mitgliedern das einzige gewählte Organ des Sultanats Oman.
Da in Oman politische Parteien verboten sind, können nur unabhängige Kandidaten gewählt werden. Gewählt wird nach einem Proporzsystem. Die 25 Distrikte (wilayah) mit mehr als 30.000 Einwohnern entsenden je zwei Delegierte, die 36 kleineren Distrikte wählen einen Delegierten. Die zweite Kammer ist die Staatsversammlung (Madschlis ad-Dawla).
Gegründet wurde das Parlament am 3. November 1981. Die ersten Wahlen fanden aber erst 1991 statt. Die Legislaturperiode betrug zunächst drei Jahre, seit 2003 vier Jahre. Die letzte Wahl erfolgte am 27. Oktober 2019. An ihr beteiligten sich ca. 350.000 der ca. 700.000 registrierten Wähler. 
Als Reaktion auf landesweite Proteste leitete Sultan Qabus ibn Said am 13. März 2011 ein Dekret ein, welche dem Parlament Legislativ- und Kontrollbefugnisse verlieh. Der Schura-Rat verfügt über einige Gesetzgebungs- und Aufsichtsbefugnisse. Der Ministerrat muss Gesetzesentwürfe an die Versammlung weiterleiten, die ihn innerhalb von maximal drei Monaten ab dem Datum der Vorlage genehmigen oder ändern muss. Dann wird das Gesetz an den Staatsrat verwiesen, der es genehmigen oder ändern muss. Wenn die beiden Kammern nicht einverstanden sind, beraten diese über eine Lösung. Jeder Gesetzentwurf muss durch beide Kammern. Er muss vom Sultan genehmigt und unterzeichnet werden, um ein Gesetz zu werden. 